# Nasser El Sonbaty

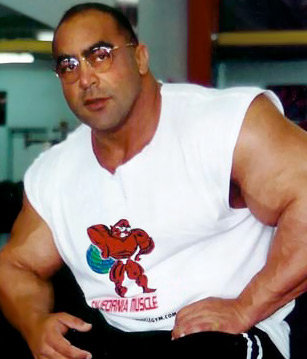
Nasser El Sonbaty, 1996

Nasser El Sonbaty (* 15. Oktober 1965 in Stuttgart; † 20. März 2013 in Kairo, Ägypten) war ein professioneller Bodybuilder.
Nasser El Sonbatys Vater stammt aus Ägypten, seine Mutter aus Novi Pazar dem ehemaligen Jugoslawien und heutigen Serbien. Er studierte an der Universität Augsburg Geschichte, Politikwissenschaft und Soziologie. 1983 begann er mit dem Bodybuilding. In den 1990er Jahren konnte er bei internationalen Wettkämpfen Siege erringen oder vordere Plätze belegen. An dem von der IFBB veranstalteten Wettbewerb Mr. Olympia nahm er seit 1994 neunmal teil, seinen größten Erfolg errang er 1997 mit dem zweiten Platz. Bei den Arnold Classic siegte er im Jahr 1999. Während seiner erfolgreichsten Jahre wog Nasser in der Offseason rund 150 kg und hatte ein Wettkampfgewicht von 122–131 kg. Bei seinen Wettkämpfen repräsentierte er Jugoslawien. El Sonbaty hatte 2 Schwestern und 2 Brüder.
Nasser schrieb Artikel für Fitness-Magazine und war auf der Titelseite des US-amerikanischen Bodybuilder-Magazins FLEX abgebildet. Er lebte in San Diego, Kalifornien.
Am 20. März 2013 erlag Nasser El Sonbaty einem Nierenversagen.

## Erfolge
Siege
- 1995 Houston Pro Invitational
- 1995 Night of Champions
- 1996 Grand Prix Czech Republic
- 1996 Grand Prix Russia
- 1996 Grand Prix Switzerland
- 1999 Arnold Classic

zweite und dritte Plätze
- 1993 3. Grand Prix France
- 1993 3. Grand Prix Germany
- 1994 2. Night of Champions
- 1995 3. Grand Prix France
- 1995 3. Grand Prix Germany
- 1995 3. Grand Prix Russia
- 1995 3. Grand Prix Spain
- 1995 2. Grand Prix Ukraine
- 1995 3. Mr. Olympia
- 1996 2. Grand Prix England
- 1996 2. Grand Prix Germany
- 1996 3. Grand Prix Spain
- 1997 2. Arnold Classic
- 1997 3. Grand Prix Czech Republic
- 1997 3. Grand Prix England
- 1997 2. Grand Prix Germany
- 1997 2. Grand Prix Hungary
- 1997 3. Grand Prix Russia
- 1997 2. Grand Prix Spain
- 1997 2. Mr. Olympia
- 1997 2. San Jose Pro Invitational
- 1998 2. Arnold Classic
- 1998 3. Grand Prix Finland
- 1998 3. Grand Prix Germany
- 1998 3. Mr. Olympia